# Rhopalodinopsis
Rhopalodinopsis is een geslacht van zeekomkommers uit de familie Rhopalodinidae.

## Soorten
- Rhopalodinopsis capensis Heding, 1937
- Rhopalodinopsis collalongus Cherbonnier, 1988